# ایندین هد، ساسکاچوان
ایندین هد، ساسکاچوان (به انگلیسی: Indian Head, Saskatchewan) یک منطقهٔ مسکونی در کانادا است که در ساسکاچوان واقع شده‌است. ایندین هد ۳٫۱۷ کیلومتر مربع مساحت و ۱٬۹۱۰ نفر جمعیت دارد.